# Karangjengkol (Kutasari)
Karangjengkol is een bestuurslaag in het regentschap Purbalingga van de provincie Midden-Java, Indonesië. Karangjengkol telt 3668 inwoners (volkstelling 2010).